# Hessische Kirchengeschichtliche Vereinigung
Die Hessische Kirchengeschichtliche Vereinigung (HKV) ist ein wissenschaftlicher Verein, der sich der hessischen Kirchengeschichte widmet.
Er wurde 1949/50 gegründet mit dem Ziel, „die Kirchengeschichte auf dem Gebiet der Evangelischen Kirche in Hessen und Nassau und der Evangelischen Kirche von Kurhessen-Waldeck zu erforschen, darzustellen und zu pflegen.“ Damit führt die Vereinigung die Tradition der 1901 in Friedberg gegründeten „Vereinigung für hessische Kirchengeschichte“ weiter, erweitert aber ihre Forschung auf den kurhessischen und waldeckischen Bereich und ist damit eine der wenigen Institutionen, die kirchenübergreifend beide Landeskirchen miteinander verbindet.
Schwerpunkte der Arbeit sind:
- Jährliche Tagungen mit Exkursionen
- Herausgabe des wissenschaftlichen Periodikums Jahrbuch der Hessischen Kirchengeschichtlichen Vereinigung (JHKV), seit 1950, ISSN 0341-9126
- Herausgabe von Monographien und Sammelbänden in der Reihe Quellen und Studien zur Hessischen Kirchengeschichte (QSHK), seit 1995
- Veröffentlichung weiterer Literatur
- Anregung regionaler Arbeitsgemeinschaften zu Themen der hessischen Kirchengeschichte.

Die HKV möchte ihre Forschungsergebnisse auf wissenschaftlichem Niveau vorstellen und zugleich auch in eine breitere kirchlich und historisch interessierte Öffentlichkeit vermitteln. „Die HKV will somit mithelfen, die eigene kirchliche Tradition und das geschichtlich Gewordene für den Weg in die Zukunft deutlicher zu erkennen.“